# هوارد روبرتس لامار
هوارد روبرتس لامار (بالإنجليزية: Howard R. Lamar)‏ هو مؤرخ أمريكي، ولد في 18 نوفمبر 1923 في توسكيجي في الولايات المتحدة.